# Фридрих, Карл Иоахим
Карл Иоахим Фридрих (нем. Carl Joachim Friedrich; 5 июня 1901, Лейпциг — 19 сентября 1984, Лексингтон) — немецко-американский политолог-теоретик, доктор политических наук, один из лидирующих американских политических теоретиков послевоенного периода, один из основоположников теории тоталитаризма.

## Биография
Родился 5 июня 1901 в Лейпциге, Германия. Он был сыном знаменитого профессора медицины Пауля Фридриха (изобретателя хирургических резиновых перчаток) и Прусской графини фамилии Бюлов. Посещал Филиппинскую гимназию, где получил качественное германское образование. Фридрих учился под руководством Альфреда Вебера, брата Макса Вебера в Ге́йдельбергском университете, где был дипломирован в 1925 году. Также посещал несколько других университетов, получив докторскую степень и мгновенно начав свою выдающуюся карьеру политического теоретика в Гарвардском университете. Семья Фридриха имела крепкие связи в Соединенных Штатах Америки. Его брат, Отто Фридрих, уехал туда, став промышленником в сфере Германской каучуковой индустрии. Оба брата жили и учились в Америке, но после Первой мировой войны Карл решил остаться в США, а Отто возвратился в Германию. Они временно прекратили отношения в течение 1940-х годов из-за верности Отто нацистской партии и выдающейся роли в германской промышленности во времена третьего рейха, но восстановили контакт после окончания Второй мировой войны.
В 1920-х, будучи студентом в Соединенных Штатах, Карл основал и стал президентом Германской академии обменного сервиса, через который он встретил любовь всей своей жизни, Ленор Пелхам, писательницы, а также студентки Рокфордского колледжа недалеко от Чикаго. Через некоторое время они поженились. В 1926 году Карл был определен в лекторский состав Гарвардского университета. Когда Гитлер пришёл к власти, Карл решил остаться в США и принял гражданство.
Фридрих специализировался на проблемах лидерства и бюрократии в правительстве и сравнительных политических институтах. Будучи особенно популярным лектором, Фридрих написал 31 том работ по политической истории правительства, философии и отредактировал другие 22 (в том числе вторую по значимости историю Гарварда). В 1930-х профессор Фридрих совместно со своим, впоследствии забытым, учеником Дэвидом Ризманом, были видными деятелями движения репатриации еврейских учащихся, юристов и журналистов из Германии и других стран фашистского режима в Соединенные Штаты. Пианист Рудольф Серкин, которому он помог, дал концерт на его ферме в Брэттлборо, штат Вермонт, событие, которое дало начало музыкальному фестивалю Мальборо.
Эксперт в немецком конституционном праве, и в условиях его этического упадка, Фридрих поддерживал представительную демократию. Он противостоял прямой демократии, хотя поддерживал референдумы в противовес тоталитаризму. Он испытывал острую потребность в поддержании верховенства права, дополненной сильной инфраструктурой гражданских институтов и был особенно подозрителен к популярным общественным движениям тех времен.
В течение Второй мировой войны Фридрих помог основать школу заокеанской администрации, тренировавшей офицеров для военной службы за границей, и работал там в качестве директора с 1943 по 1946 год. Он также работал в Исполнительном Комитете Консульства Демократии, заинтересованном в убеждении американского народа в обязательности борьбы с тоталитаризмом и укреплении национальной морали.
Фридрих, будучи возможно наиболее осведомленным теоретиком в своей сфере (немецкой конституционной истории), со стороны общественности не был обделен вниманием. Некоторые из его Гарвардских коллег характеризовали его как «человека, полностью уверенного в своих способностях».
Фридрих был автором статьи «Poison in Our System», опубликованной в номере за июнь 1941 года «Atlantic Monthly», критикующих Songs For John Doe, музыкального альбома против мирного времени Рузвельта (выпущенного в мае 1941 года, незадолго до объявления Германией войны США).
С 1946 по 1948 год профессор Фридрих работал советником по конституционным и правительственным делам военного губернатора Германии генерала Люциуса Клея. Он внес предложение о денацификации оккупированной Германии и принял участие в работе, направленной на создание западногерманского естественного права и конституции немецких земель. Позднее принял участие в разработке конституции Пуэрто-Рико, Виргинских островов и Израиля. Между 1955 и 1971 годом Фридрих был Итонским профессором науки в Гарварде, а также профессором политологии в университете Гейдельберга с 1956 по 1966 год. Параллельно он учился в Гарварде и Гейдельберге до его выхода на пенсию в 1971 году. Позднее он учился в университете Манчестера и в университете Дюка. Он также был президентом Американской ассоциации политических наук в 1962 году и международной ассоциации политических наук с 1967 по 1970. В 1967 году Фридрих был награждён железным крестом немецкого ордена Мерита президентом ФРГ. В числе учеников Фридриха были такие известные политические теоретики как Джудит Шклар, Бенджамин Бербер и Збигнев Бжезински, социолог Джеффри Александер.

## Идеи
Идея «хорошей демократии» отрицала базовую демократию как тоталитарную. Некоторые из претензий теории Фридриха о тоталитаризме — в особенности его принятии идеи Карла Шмитта — показаны как потенциально антидемократические Ганцом Литцманом. Шмитт верил, что правитель вне закона и принадлежал к неоконсерватизму. Клаус фон Байме видит главную идею теории Фридриха в «создании и сохранении крепких институтов». Это может быть рассмотрено как влияние его работ на создании конституций немецких Земель. Он пророчески высказал и сформулировал теоретические рамки Европейского союза.

## Примечательные факты
Карл Иоахим Фридрих фактически отклонил для публикации впервые в США (дав негативную рецензию до издателя) книгу К. Поппера "Открытое общество и его враги".

## Научные труды
- Edmund Spevack, Allied Control and German Freedom: American Political and Ideological Influences on the Framing of the West German Basic Law (Grundgesetz) (Munster: Verlag), p. 192.
- Der Verfassungsstaat der Neuzeit (The Modern Constitutional State). (Berlin, 1953)
- with Zbigniew Brzezinski: Totalitarian Dictatorship and Autocracy, (Cambridge: Harvard University Press, 1956)
- Totalitäre Diktatur (The Totalitarian Dictatorship). (Stuttgart, 1957)
- Man and His Government: An Empirical Theory of Politics (New York: McGraw-Hill, 1963)
- The Age of the Baroque: 1610—1660 (New York: Harper & Row, 1952)
- Tradition and Authority (Oxford: Oxford University Press, 1972)
- Hans J. Lietzmann, Von der konstitutionellen zur totalitären Diktatur. Carl Joachim Friedrichs Totalitarismustheorie (From Constitutionalism to Totalitarian Dictatorship: Carl Joachim Friedrichs' Totalitarianism Theory). Alfred Söllner, Ed. Totalitarismus. Eine Ideengeschichte des 20. Jahrhunderts (Totalitarianism: A History of 20th Century Thought"). (1997).